# Винокуров, Алексей Алексеевич
Алексе́й Алексе́евич Виноку́ров (1870—1935) — русский офицер, герой Первой мировой войны, участник Белого движения.

## Биография
Из потомственных дворян. Уроженец Екатеринославской губернии.
Окончил Полоцкий кадетский корпус (1890) и Константиновское военное училище (1892), откуда выпущен был подпоручиком в 118-й пехотный Шуйский полк. Произведен в поручики 15 июля 1896 года.
26 января 1897 года переведен в управление Шенкурского уездного воинского начальника исправляющим должность делопроизводителя, а 4 июля 1898 года переведен в 140-й пехотный Зарайский полк с отчислением от должности. Произведен в штабс-капитаны 12 сентября 1900 года. Участвовал в Русско-японской войне, за боевые отличия был награждён четырьмя орденами, произведен в капитаны 12 июля 1905 года (производство утверждено Высочайшим приказом от 5 августа 1905).
В Первую мировую войну вступил в рядах 140-го пехотного Зарайского полка. Пожалован Георгиевским оружием
За то, что 11 декабря 1914 года, командуя батальоном, решительным фланговым ударом захватил важный пункт неприятельского расположения д. Гротики-Вел., взявши в плен около 400 человек, и удержал этот пункт до конца сражения.
Произведен в подполковники 23 марта 1915 года «за отличие в делах против неприятеля», в полковники — 3 декабря того же года. Был контужен 5 августа 1916 года у фермы Домбровка и остался в строю. 1 января 1917 года назначен командиром 418-го пехотного Александровского полка.
В Гражданскую войну участвовал в Белом движении в составе Вооруженных сил Юга России и Русской армии. Был младшим офицером, командиром батальона, помощником командира и, наконец, командиром Белостокского пехотного полка. Награждён орденом Св. Николая Чудотворца
За то, что в бою 8 июня 1920 года близ кол. Карлсруэ, руководя лично действиями боевой части полка, стремительной атакой захватил дер. Ново-Богдановку, отрезал бронепоезду красных путь на ст. Федоровка, чем способствовал захвату этого бронепоезда. В бою 9 июня при дальнейшем наступлении на Б. Токмак, по овладении дер. Фирстенау, выходом во фланг и тыл Токмакской группы противника, заставил его спешно бросить Б. Токмак, а к вечеру того же дня, после блестящей атаки, овладел им. В период боев с 2 по 22 июня благодаря искусному руководству боевыми действиями полка и личной доблести удержал район Шензе-Либенау, прикрыл жд и не допустил прорыва противника между ст. Стульнево и Б.Токмаком.
Галлиполиец, осенью 1925 года состоял прикомандированным к 6-му артдивизиону в Болгарии. В эмиграции во Франции. Умер в 1935 году в Нильванже.

## Награды
- Орден Святого Станислава 3-й ст. с мечами и бантом (ВП 11.08.1905)
- Орден Святой Анны 3-й ст. с мечами и бантом (ВП 22.12.1905)
- Орден Святого Станислава 2-й ст. с мечами (1905)
- Орден Святой Анны 2-й ст. с мечами (ВП 10.01.1906)
- Орден Святого Владимира 4-й ст.
- мечи и бант к ордену Св. Владимира 4-й ст. (ВП 14.02.1915)
- Орден Святой Анны 4-й ст. с надписью «за храбрость» (ВП 18.03.1915)
- Георгиевское оружие (ВП 23.04.1915)
- Орден Святого Владимира 3-й ст. с мечами (ВП 09.08.1916)
- Орден Святителя Николая Чудотворца (Приказ Главнокомандующего № 3705, 7 октября 1920)
- старшинство в чине подполковника с 15 июля 1914 года (ВП 3.06.1916)